# Busumbala
Busumbala (Schreibvariante: Bantambilo) ist eine Ortschaft im westafrikanischen Staat Gambia.
Nach einer Berechnung für das Jahr 2013 leben dort etwa 13.292 Einwohner, das Ergebnis der letzten veröffentlichten Volkszählung von 1993 betrug 3619.

## Geographie
Busumbala in der West Coast Region, Distrikt Kombo North, am südlichen Ufer des Gambia-Flusses, ist ungefähr zwei Kilometer südlich von Yundum und ungefähr sieben Kilometer nördlich von Brikama entfernt. Durch den Ort führt die South Bank Road.

## Kultur und Sehenswürdigkeiten
In Busumbala ist eine historische Stätte als Kultstätte unter dem Namen Sollimako bekannt.